# Wild Rebels
Wild Rebels is een Amerikaanse film uit 1967. De film werd geregisseerd en geschreven door William Grefe. De hoofdrol werd vertolkt door Steve Alaimo.

## Verhaal
Rod Tillman is een stock car racer die in geldproblemen zit. Hij verkoopt zijn trailer en hangt vaak rond in een typische jaren 60 bar. Hier ontmoet hij een groep motorrijders die zichzelf "Satan's Angels" noemen. Ze beseffen dat Rod prima voor hen de vluchtauto die ze gebruiken bij hun overvallen kan besturen. Daarom bieden ze hem een plaats in hun bende. Ondanks dat hij wel wat zien in Linda, het vrouwelijke lid van de groep, slaat hij het aanbod af.
Op weg naar Citrusville wordt Rod staande gehouden door luitenant Dorn. Hij wil dat Rod voor hem undercover gaat in de motorbende, daar deze de politie tot dusver telkens te slim af is. De politie organiseert een race om de motorbende te laten denken dat Rod echt dringend om geld verlegen zit. Rod doet op zijn beurt alsof hij het aanbod lid te worden toch accepteert om zo aan geld te komen. Hij bewijst zichzelf als chauffeur bij een overval op een wapenhandelaar. Terugin de schuilplaats van de bende bekend Linda aan Rod dat ze niet bij de groep zit voor het geld, maar voor de kick.
Het volgende doel van de bende is een bank. Rod geeft een signaal aan een politie-agent terwijl de bende bezig is de bank te overvallen. Er ontstaat een vuurgevecht, en de bende beseft dat Rod een undercoveragent is. Verschillende agenten worden neergeschoten, waarna de bende Rod onder bedreiging van een pistool dwingt hen naar de verlaten vuurtoren te brengen. Banjo en Fats worden vermoord door de politie, en Rod probeert te ontkomen. Hij verdwijnt achter de vuurtoren, achtervolgt door Jeeter. Even later klinkt er een schot en men denkt dat Rod is neergeschoten. Het blijkt echter dat Linda van gedachten is veranderd, en Jeeter neergeschoten heeft.

## Rolverdeling
| Acteur               | Personage       |
| -------------------- | --------------- |
| Steve Alaimo         | Rod Tillman     |
| Willie Pastrano      | Banjo           |
| John Vella           | Jeeter          |
| Bobbie Byers         | Linda           |
| Jeff Gillen          | Fats            |
| Walter R. Philbin    | Lieutenant Dorn |
| Robert Freund        | Detective       |
| Seymour A. Eisenfeld | Walt Simpson    |

## Achtergrond
De film werd bespot in de televisieserie Mystery Science Theater 3000. Deze versie van de film werd uitgegeven op dvd.